# 蠟筆小新：風起雲湧 壯烈！戰國大會戰
《蠟筆小新：風起雲湧 壯烈！戰國大會戰》（日语：クレヨンしんちゃん 嵐を呼ぶ アッパレ! 戦国大合戦，東森幼幼台譯作《蠟筆小新：前進武士城》），是蠟筆小新电影版10週年紀念作，於2002年4月20日在日本上映。

## 概要
- 雖然為動畫電影，但在前置作業的文獻調查及歷史考證卻有著充分的準備，也才讓電影中的戰國時代的風景和生活能夠這麼深刻、真實的呈現。而戰場上的白兵戰（使用槍砲以外的冷兵器），並非簡單的打鬥場景，亦根據相關的綜合戰術考證。作家鈴木輝一郎曾說「作為動畫的影像資料而言，本作的戰國會場場景是最為貼近史實、最正確的」。
- 本作標題一度訂為「藍天武士」，製作人茂木仁史認為「標題應和劇情內容相符，本作並非完全描寫又兵衛」，後來未採用。而後，由在日本新媒體動漫藝術節動畫部門大獎所獲得的獎金以此標題為外包裝的DVD發送給相關人員。
- 再者，本作早於電視版動畫使用數位彩色製作，不過以菲林拍攝與放映。蠟筆小新劇場版首次使用杜比5.1聲道。本作是導演原惠一最後執導的劇場版作品。
- 不同於其他小新劇場版以皆大歡喜的劇情做完結，本作是首次以悲劇收場的小新劇場版，另外該部片尾曲也較其他劇場版肅穆許多。
- 雖然該部也有小新等人的搞笑劇情，但與其他劇場版相比，該部的氣氛仍舊嚴肅許多，同時也沒有其他劇場版常有的惡搞情結。
- 本作也是野原向日葵自劇場版登場以來戲份最少的一次。
- 該劇也是首次讓小新一家以現代人的角度和眼光來看待整部故事的脈絡。

### 獎項
本作榮獲日本新媒體動漫藝術節動畫部門大獎為首的多個獎項，成績斐然。亦為蠟筆小新劇場版系列首次得到正式獎項肯定的作品。
- 2002年度日本新媒體動漫藝術節動畫部門大賞
- 2002年度日本網路電影大賞・日本電影作品賞
- 2002年 第7回動畫神戸個人賞
- 第57回毎日映画動漫大賽電影賞
- 東京國際動漫展2003・劇場部門優秀作品賞
- 東京國際動漫展2003・個人賞部門監督賞
- 第22回藤本賞

## 劇情
某個夜裡，野原一家四口，連同寵物狗小白一起，都夢見了穿著和服，外型清秀脫俗、漂亮的「大姐姐」。隔天，小新從幼稚園放學後，看到小白在後院挖出了一個大洞，美冴要求小新將洞回填，卻不斷遭到小白阻止。而後，小新在洞內發現了一個神祕盒子，裡頭有著一張泛黃的信紙，潦草的筆跡加上肥嘟嘟左衛門的插圖。完全不記得有埋過這封信的小新，唸出信中文字「這裡的公主是一個大美女」嘟嚷著，想起了做過的夢，一邊想著美麗的大姐姐便閉上了眼。當小新再次睜開眼時，看到了夢中大姐姐所在的湖畔。在這人生地不熟的地方，小新開始找尋自己的家，卻偶然來到了戰場。最初以為是在拍攝古裝劇的小新，陰錯陽差地拯救了一位武士：井尻又兵衛由俊的性命。井尻在收兵後將救命恩人小新帶回了自家城─春日城，小新在那見到了夢中的大姐姐─春日城的廉公主。
小新從旁察覺到了又兵衛和廉公主之間的情愫，並打算撮合，不過兩人礙於身分差異，一直對彼此隱瞞著自己的感情。另一方面，廣志和美冴為了找尋失蹤的小新急到焦頭爛額。美冴向警察詢問未果，廣志則注意到了信紙內所寫的「天正二年」一詞，便馬上趕往圖書館查詢史料。書上記載了這麼一段「大藏井高虎率領二萬多兵馬，來勢洶洶想攻陷康綱的春日城，勢單力薄的春日城，由野原信之介（日語中與新之助同音，皆為 shinnosuke）與其一族挺身奮戰」。廣志由此確定小新是回到了戰國時代，並有了「我們注定也得回到過去」的覺悟，成功說服了反對意見的美冴之後，就帶著小葵和小白上了車，並開到了大洞上，慢慢等著回到戰國時代。這時，廉公主向小新建議寫封家書報平安，並將家書埋於湖畔旁，野原一家的車隨即出現在小新面前，一家人終於重逢。
雖然他們急忙地想回到現代，然而卻再也無法回去，便暫時收留於春日城內。春日城城主春日康綱聽聞廣志述說未來春日城將會被大國所併吞，最終被淡忘於歷史中，因此領悟到政治聯姻也無意義，便取消了和鄰國君主：大藏井高虎的婚約一事。不堪受辱的高虎向春日城宣戰，率領兩萬大軍大舉入侵春日城，除了又兵衛率領的春日軍與之應戰外，野原一家也如同史實記載，為了正義自願參戰。廣志開車衝入敵軍，打散敵軍陣型，又兵衛亦緊跟在後，殺進敵營。在敵營裡，野原一家成功討伐高虎，但在小新的求情下，又兵衛未取下高虎的首級，僅剃掉其髮髻，當眾向大藏井軍喊話後，高虎也宣布退軍，戰爭在春日軍獲勝的結果下落幕。不料在春日軍凱旋歸來之際，又兵衛還是不幸遇刺身亡。但是相對的，野原一家的使命就此結束，得以回歸現代。

## 角色

### 原著角色
| 角色       | 配音員     | 配音員 |
| 角色       | 日本       | 臺灣   |
| ---------- | ---------- | ------ |
| 野原新之助 | 矢島晶子   | 蔣篤慧 |
| 野原美冴   | 楢橋美紀   | 呂佩玉 |
| 野原廣志   | 藤原啓治   | 于正昇 |
| 野原向日葵 | 興梠里美   | 賀世芳 |
| 野原小白   | 真柴摩利   | 賀世芳 |
| 風間徹     | 真柴摩利   | 賀世芳 |
| 櫻田妮妮   | 林玉緒     | 楊凱凱 |
| 佐藤正男   | 一龍齋貞友 | 魏伯勤 |
| 阿呆       | 佐藤智惠   | 于正昇 |

### 本作角色
| 角色               | 配音員     | 配音員 | 介紹 |
| 角色               | 日本       | 臺灣   | 介紹 |
| ------------------ | ---------- | ------ | --- |
| 井尻又兵衛由俊     | 屋良有作   | 曹冀魯 | 春日城麾下的武士，也是春日城的家臣與大將軍。30歲。小新稱他「阿又叔叔」。其父親及兄弟皆戰死，母親則是病死。喜歡眺望天空，背後的天藍軍旗上印著一朵白雲，被稱為「藍天武士」。作戰能力相當出色，素有「魔鬼井尻」之稱卻不擅長應付女性。 故事前期的戰爭中，因為小新而逃過死劫，此後將小新帶回春日城並由他代為照顧。因其父親侍奉春日城主的關係，幼時常出入春日城，因而和廉公主為青梅竹馬，暗戀著阿廉，卻礙於其武士身分無法向阿廉表達心意。被小新知道後，為了不讓公主發現，和小新交換誓約「敲刀」。 戰勝大藏井軍，眾人光榮回城時還是不幸被槍擊中而身亡，在倒地的當下對小新說了一席話後並將他父親遺留的短刀送給他，令仁右衛門、彥藏、儀助悲痛不已。兇手不明，疑似是一開始埋伏在草叢裡企圖將他一槍斃命，結果因胡鬧而導致因此被又兵衛趕走的兩名火槍兵。 年少時期的又兵衛曾在電視版591集「找出傳說中的軍扇篇」登場。春我部時空防衛隊一行人為尋找傳說中的軍扇，穿越時空回到戰國時代的春日部，遇見了他們的又兵衛因興趣加入他們的行列，經常被小新叫做「阿又兵衛」。也在電視版592集「取得天下哦」登場，與大藏井高虎比賽夾娃娃，最終以一隻之差敗給大藏井高虎。 |
| 春日廉             | 小林愛     | 楊凱凱 | 本部電影女主角。野原一家夢中所見的女性。容貌美麗，春日城的公主。小新稱她「阿廉」。父親是春日城城主康綱，兄長們皆戰死。和又兵衛是青梅竹馬。有著作為戰國亂世下女性的覺悟，內心一直喜歡著又兵衛，而總是希望能掙脫如此束縛，活得自由一點。 原和大藏井高虎有著政治聯姻，不過後來由於父親康綱親自取消了這門婚事，因而爆發春日會戰。最後因為又兵衛的死而痛哭不已（其實她也早就有預感），之後在秘境湖泊旁誓言今生誰也不嫁。 年少時期的阿廉曾在電視版591集「找出傳說中的軍扇篇」登場。春我部時空防衛隊一行人為尋找傳說中的軍扇，穿越時空回到戰國時代的春日部，遇見了他們的阿廉因興趣加入他們的行列。也在電視版592集「取得天下哦」登場。 |
| 仁右衛門           | 緒方賢一   | 于正昇 | 井尻家的步兵頭，原為服侍於又兵衛的父親，現今輔佐又兵衛一同作戰。和妻子阿里同住在又兵衛家中，也負責家中雜務和盔甲照料。兒子死於戰場。年紀與又兵衛父親相仿，平時總和妻子鬥嘴，老愛虧又兵衛，其實衷心希望他幸福。即使於戰場上也愛開又兵衛的玩笑，也曾喝了廣志的啤酒而酩酊大醉。 |
| 吉乃               | 山本圭子   | 賀世芳 | 阿廉公主的侍女，中年女子。喜歡小孩。相當注重禮節，為阿廉所親信的侍女。似乎知道阿廉和又兵衛之間的感情。 |
| 阿里               | 上村典子   | 魏晶琦 | 仁右衛門之妻。兒子死於戰場。個性好勝的好太太，很喜歡小葵。 |
| 吉兵衛             | 菅原淳一   |        | 鐵砲隊指揮官。 |
| 春日和泉守康綱     | 羽佐間道夫 | 孫中台 | 春日城城主。統治著武藏國內的小國（春日領屬）。有著一國之主的威嚴，也有能夠接納並且相信野原一家說法的寬容大度。妻子早逝，兒子皆戰死，因此特別疼愛女兒阿廉。聽信廣志之言「春日」並沒有記錄在後來的歷史中，悟出戰國亂世，大國非強國的道理，取消了阿廉與大藏井家的政治聯姻，然而這個決定也成了與大藏井軍開戰的導火線。 |
| 犬居兵庫助賴久     | 大塚周夫   | 曹冀魯 | 春日家的老家臣。相當忠誠，個性沉著冷靜。 |
| 堀川新八郎忠継     | 納谷六朗   | 賀宇傑 | 春日家的家臣之一。喜歡吃美冴做的咖哩飯。直率的性格在知道隼人逃跑後一覽無疑。 |
| 榊隼人佐晶忠       | 玄田哲章   | 魏伯勤 | 春日家的家臣之一。故事初期曾以指揮官之姿與鄰國交戰，後在大藏井大軍壓境前，臨陣脫逃。曾批評小新露出屁股的失態行為。 |
| 大蔵井高虎         | 山路和弘   | 魏伯勤 | 本劇終極敵人，和阿廉有著婚約的大領主。遭到春日和泉守康綱解除婚約，憤怒之外使他又多了一個理由可以攻打春日，屬於典型的戰國大名，一般通常聯想到織田信長。最後在春日軍攻進己方陣營時，打算隻身逃跑卻被義正嚴詞的小新阻止，一度氣憤的他原本想殺死小新，卻被美冴即時擋下，爾後又被廣志一記顏面重擊，加上小新的「以頭擊卵」頭槌而敗北。遭又兵衛削下了髮髻（戰國時代髮髻被削下也代表奪走其武士資格），旋即退軍。 年少時期的高虎曾在電視版592集「取得天下哦」登場。與又兵衛比賽夾娃娃，而後又為了阿廉繼續一較高下。 |
| 真柄太郎左衛門直高 | 立木文彦   | 賀宇傑 | 隸屬大藏井騎兵隊，負責護衛高虎。在己方陣營與又兵衛打得難分難捨，擅長以長卷作戰。大藏井軍敗北後，曾要求又兵衛了結他，不過被又兵衛以「殺了你可惜」的惜才般寬大心胸給回絕了。一般認為原型應為戰國武將．真柄十郎左衛門直隆。 |
| 佐久間權兵衛       | 宇垣秀成   | 魏伯勤 | 率先闖進春日城戰場的大藏井家武士。不過隨即被又兵衛以長槍殺死。 |
| 彦藏               | 宮迫博之   | 賀宇傑 | 原為大藏井家的步兵。曾於池畔打劫阿廉公主，並襲擊了偶然在場的小新等人，所幸最後被及時趕到的又兵衛打跑。將又兵衛賜與的銀兩分給同夥，讓他們回家鄉後，自己和儀助返回向又兵衛求情，希望能於身旁輔佐，而又兵衛也同意了。最後亦成為春日軍士兵對抗大藏井軍，並與仁右衛門一同作戰，負責護衛又兵衛。臉上一道傷疤為特徵，武器為大太刀。 |
| 儀助               | 螢原徹     | 孫中台 | 彥藏的夥伴。當初和彥藏一同襲擊阿廉和小新等人，被又兵衛趕跑後，同彥藏返回投靠春日軍。孔武有力，武器為大金棒。 |
| 和間               | 真柴摩利   | 賀世芳 | 小新於戰國時代遇到的孩子，長相和風間一模一樣。個性較為懦弱，和自信十足的風間不同；不過，在被彥藏等人襲擊時，卻又能為了開脫而像風間般地口若懸河講出一堆藉口。小新稱之為「風間的祖先大人」（風間曾說自己的祖先為君主）。 |
| 妮妮               | 林玉緒     | 楊凱凱 | 小新於戰國時代遇到的孩子，長相和妮妮一模一樣。名字相同。討厭兔子這點和妮妮相反，曾在被彥藏等人追擊時，因為被拉了頭髮而以正拳狠狠揍了對方膝蓋，而後，以兔子玩偶向大正威脅，也顯露出了妮妮個性的一面。 |
| 大正               | 一龍齋貞友 | 魏伯勤 | 小新於戰國時代遇到的孩子，長相和正男一模一樣。自以為是，愛吹噓的個性，在面對彥藏等人，卻倉皇逃跑足見其無情的本性。小新稱之為「正男的祖先大人」。 |
| 七                 | 佐藤智惠   | 于正昇 | 小新於戰國時代遇到的孩子，長相和個性都和阿呆一模一樣。與現代長相相似的四人中，唯一個性和現代長相的個性相同的孩子，和小新意外地有默契。 |

## 登場地名・道具
春日
武藏國春日領屬。春日部市舊稱，架空的地名。劇中所描寫的春日，是個窮鄉僻壤的城市，僅有農民進行農作等，也沒有任何商人來這裡進行買賣。作為領主的春日和泉守拒絕了和大藏井家的婚事，使得該地成為日後的戰場。
春日城
作為春日會戰舞台的城。但是，沿著山壁而建的城，只有領主的住處及鄰近的小建築物，不如說是要塞或是城寨。
火繩槍
火繩槍係由戰國時代的日本外島種子島所傳入的武器，又稱「種子島槍」。現代槍的原型，須從槍口放入子彈和火藥，彈藥裝填時間較長。為了替火槍兵爭取裝填時間，須由弓兵發射「防禦箭」。
攻城櫓
春日會戰時，大藏井軍所使用的攻城兵器。將櫓加上車輪使其能移動，能從高處攻擊的巨大兵器。所發射的箭和火砲（原始炸彈）之攻擊，讓春日軍一度居於劣勢。
母衣
背於武士後背的巨大布幔護具。劇中由大藏井軍的傳令兵．佐久間權兵衛使用。
馬廻眾
總大將的直屬親衛隊，係由大將所親信，並擁有高強武術實力的兵士所組成。如字面所意地守在大將身旁，一旦己方陣營造到突破，意味著敗北近在咫尺。
長卷
馬廻眾一人．真柄太郎左衛門直高所使用的武器。一米的刀身，刀柄亦為相同長度。易上手和攻擊力兼備，戰國時代所引進的團體戰法確立後，成為了戰場上的主力武器。

## 真人電影・相關作品

### BALLAD 無名的戀曲
以本作改編的古裝電影，由草彅剛、新垣結衣、武井証主演，山崎貴執導製作。於2009年9月5日上映。票房18億日幣。

### 戰國小新
為了紀念劇場版真人電影化，而順勢推出於《蠟筆小新》動畫本篇播出的相關續作。劇情與「蠟筆小新：風起雲湧 壯烈！戰國大會戰」和「BALLAD~無名戀歌」相關，連續播放四週。

#### 
劇情為作為野原城的城主的新之助，微服出巡到城下的遊樂園「群雄割據樂園」遊玩。
- 新之助（矢島晶子）

野原城城主。父親隱居山林。出巡時，自報姓名為「閒閒沒事的小新」。
- 風間（真柴摩利）

野原城的家臣。
- 妮妮（林玉緒）
- 正男（龍齋貞友）
- 阿（佐藤智惠）
- 井尻又兵衛由俊

外表為青少年。對於雲霄飛車敬謝不敏這點和風間相當契合。
- 春日廉

年齡和又兵衛相仿。不食煙火的性格，卻喜歡非常危險的東西。想和小新一同搭乘雲霄飛車。
以「現代」為舞台，著重於彷彿井尻又兵衛由俊和春日廉重生的一男一女之間的邂逅。由「BALLAD 無名的戀歌」中的演員配音。電影中的寫實鏡頭，也被剪輯成了劇中「夢的內容」。
- 又郎（草彅剛）

手上經常拿著竹劍的大學生。曾夢見服侍於一位美麗的公主。喜歡附近店裡的咖哩可樂餅，即使對於小新、風間等人初次見面也能友善對待的溫厚性格，也有能為了保護弱小挺身而出，如同又兵衛般勇敢的一面。臉型和草彅剛如出一轍。
- 廉（新垣結衣）

曾夢見與武士戀愛，而後發現自家附近的大學生又郎和夢中武士極為相似，因而默默跟蹤他的女大學生。雖然想和又郎說話，卻又畏縮不前的性格。

### 
野原新之助儀塾大學以「My BALLAD 我們所驕傲的歷史地點」，募集各地熟悉戰國或歷史的人士。

## 音樂
| 類別   | 曲名               | 作詞   | 作曲   | 編曲   | 歌手                                                            |
| ------ | ------------------ | ------ | ------ | ------ | --------------------------------------------------------------- |
| 片頭曲 | 「」（）           | LADY Q | LADY Q | 森俊也 | LADY Q & 野原しんのすけ（矢島晶子）、野原みさえ（ならはしみき） |
| 片尾曲 | 「」（avex group） |        |        |        |                                                                 |

## 外部連結
- 互联网电影数据库（IMDb）上《蠟筆小新：風起雲湧 壯烈！戰國大會戰》的资料（英文）
- 開眼電影網上《蠟筆小新：風起雲湧 壯烈！戰國大會戰》的資料（繁體中文）
- 时光网上《蠟筆小新：風起雲湧 壯烈！戰國大會戰》的資料（简体中文）
- 豆瓣电影上《蠟筆小新：風起雲湧 壯烈！戰國大會戰》的資料 （简体中文）